# Cyberpunk: Edgerunners
Cyberpunk: Edgerunners (jap. サイバーパンク エッジランナーズ Saibāpanku Ejjirannāzu) – polsko-japońska seria anime wyprodukowana przez studio Trigger, bazująca na fabule gry komputerowej Cyberpunk 2077 autorstwa CD Projekt RED. Ukazała się na platformie Netflix 13 września 2022 roku.

## Fabuła
Akcja rozgrywa się w dystopijnym mieście pełnym przemocy i bezprawia, którego mieszkańcy szaleją na punkcie modyfikacji własnych ciał. Młody chłopak, żyjący na ulicy, postanawia zostać tytułowym edgerunnerem – wyjętym spod prawa najemnikiem, znanym także jako cyberpunk. 

## Postacie
David (jap. デイビット Deibitto)
Seiyū: KENN (japoński), Zach Aguilar (angielski), Maciej Dybowski (polski)
Punk pochodzący z Santo Domingo. Chodzi do elitarnej szkoły prowadzonej przez korporację Arasaka dzięki poświęceniu swojej matki. Z powodu przeżytej tragedii decyduje się na wszczepienie sobie implantu, dzięki któremu może dostać się do półświatka Night City.
Lucy (jap. ルーシー Rūshī)
Seiyū: Aoi Yūki (japoński), Emi Lo (angielski), Julia Łukowiak (polski)
Netrunnerka, próbuje odciąć się od swojej przeszłości. Jest przewodniczką Davida.
Maine (jap. メイン Mein)
Seiyū: Hiroki Tōchi (japoński), William C. Stephens (angielski), Szymon Kuśmider (polski)
Weteran-edgerunner, dawniej służył w armii. Mimo wieku chce jeszcze coś w życiu osiągnąć, jednak bardziej skupia się na szczęściu własnej ekipy.
Dorio (jap. ドリオ)
Seiyū: Michiko Kaiden (japoński), Marie Westbrook (angielski), Aleksandra Nowicka (polski)
Jest doświadczoną najemniczką, powszechnie traktuje się ją jako prawą rękę Maine'a. Pod silną i twardą osobowością ukrywa delikatność i troskę, którą okazuje tym, których uważa za godnych zaufania.
Kiwi (jap. キーウィ Kīwi)
Seiyū: Takako Honda (japoński), Stephanie Wong (angielski), Paulina Raczyło (polski)
Zamknięta w sobie i szydercza netrunnerka z cybernetycznym implantem szczęki. Należy do ekipy Maine'a i jest mentorką Lucy.
Pilar (jap. ピラル Piraru)
Seiyū: Wataru Takagi (japoński), Ian James Corlett (angielski), Bartosz Wesołowski (polski)
Złota rączka o luźnym podejściu do życia. Razem z siostrą jest częścią ekipy Maine'a.
Rebecca (jap. レベッカ Rebekka)
Seiyū: Tomoyo Kurosawa (japoński), Alex Cazares (angielski), Zuzanna Galia (polski)
Siostra Pilara, tworzy z bratem zgrany duet.
Faraday (jap. ファラデー Faradē)
Seiyū: Kazuhiko Inoue (japoński), Giancarlo Esposito (angielski), Przemysław Sadowski (polski)
Fixer o ponurym spojrzeniu, jego rejonem działań jest Santo Domingo. Często zdarza mu się współpracować z Mainem. Ma niejasne powiązania z korporacją Militech.
Gloria (jap. グロリア Guroria)
Seiyū: Yurika Hino (japoński), Gloria Garayua (angielski), Karolina Kalina (polski)
Matka Davida, pracuje jako ratowniczka medyczna. Poświęca samą siebie, by jej syn miał w życiu jak najlepiej.
Ripperdoc (jap. リパードク Ripādoku)
Seiyū: Kenjiro Tsuda (japoński), Borge Etienne (angielski), Jacek Kopczyński (polski)
Nielicencjonowany ripperdoc, ma kontakty na czarnym rynku. Dostawca nielegalnego oprogramowania i wszczepów dla Davida i jego przyjaciół.
Falco (jap. ファルコ Faruko)
Seiyū: Yasuyuki Kase (japoński), Matthew Mercer (angielski), Szymon Mysłakowski (polski)
Kierowca i fan mody, często pracuje z Mainem.

## Produkcja i wydanie
Seria została zapowiedziana podczas streamu o grze Cyberpunk 2077 „Night City Wire” 25 czerwca 2020 roku. Produkcją zajęło się studio Trigger pod reżyserią Hiroyuki Imaishiego. Skrypt przygotowali Masahiko Otsuka oraz Yoshiki Usa, za projekt postaci i animację odpowiadał Yō Yoshinari przy asyście Yuto Kanekiego and Yusuke Yoshigakiego. Asystentem reżysera był Hiroyuki Kaneko, dyrektorem kreatywnym Hiromi Wakabayashi, a głównym kompozytorem był Akira Yamaoka. 
Czołówką jest „This Fffire” w wykonaniu zespołu Franz Ferdinand, a tyłówką „Let You Down” śpiewana przez Dawida Podsiadłę.

## Lista odcinków
| #  | Tytuł                           | Premiera         |
| -- | ------------------------------- | ---------------- |
| 1  | Nie sprawić zawodu              | 13 września 2022 |
| 2  | Lucy                            | 13 września 2022 |
| 3  | To z nimi się zadajesz          | 13 września 2022 |
| 4  | Ale mam szczęście               | 13 września 2022 |
| 5  | Albo wariujesz, albo giniesz    | 13 września 2022 |
| 6  | Jedyne, co mogę dla niej zrobić | 13 września 2022 |
| 7  | Lepszy i silniejszy             | 13 września 2022 |
| 8  | Zostań                          | 13 września 2022 |
| 9  | Człowieczeństwo                 | 13 września 2022 |
| 10 | Na księżycu                     | 13 września 2022 |

## Odbiór
Seria zebrała wysokie oceny, zarówno od recenzentów, jak i widzów, otrzymując przy tym wysokie noty w polskich i międzynarodowych serwisach agregujących. Produkcja trafiła na listę Top 10 platformy Netflix w 37 krajach w przeciągu tygodnia od premiery. W Polsce Cyberpunk: Edgerunners zajmował tę pozycję przez 19 dni z rzędu. 
Marcin Nic z serwisu GRYOnline wystawił anime ocenę 9 na 10 możliwych, chwaląc uchwycenie ducha Night City z umieszczonymi w nim smaczkami dla fanów gry, przystępność opowiadanej historii oraz wartką akcję, która czasem jednak potrafi zmęczyć. W podobnym tonie wypowiedział się Dawid Muszyński z serwisu „Na ekranie”, wysoko oceniając kreację Davida, jak również uchwycenie ludzkich cech pozostałych bohaterów; zwrócił on też uwagę na bardzo dobrą ścieżkę dźwiękową i uznał serię za drugą najlepszą animację osadzoną w świecie gry, zaraz obok Arcane. Roger Żochowski z „PPE” wystawiając ocenę 8,0 w 10-stopniowej skali za ogromną zaletę poczytał częste odwoływanie się do Cyberpunka 2077, ceniąc także udźwiękowienie, wielowątkową fabułę i wartką narrację, krytykując jednak płynność części scen akcji.
Produkcję docenił również twórca uniwersum Cyberpunk Mike Pondsmith, który podsumował serial zdaniem: „To jakby widzieć mój mózg w stylu anime na dużym ekranie”. W podobnym tonie wypowiedział się twórca i reżyser gier komputerowych Hideo Kojima chwaląc studio Trigger za ich pracę i indywidualizm oraz porównał on kierunek artystyczny i konstrukcję świata do serii animacji Cyber City Oedo 808 z 1990 roku. 

## Nagrody
- 2023: Crunchyroll Anime Awards – anime roku[26]